# 卡爾·李特爾

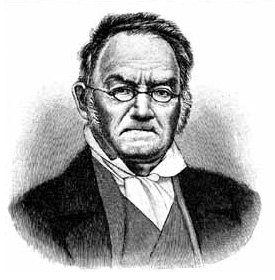
李特爾之素描像

卡爾·李特爾（德語：Carl Ritter，1779年8月7日—1859年9月28日），為德國地理學家，出生在奎德林堡，後世稱之為人文地理學之父。
1796年，他入讀了哈雷大學，讀自然科學和文史等課程。1819年，他擔任法蘭克福大學歷史學教授，1820年擔任柏林洪堡大學首任地理學教授，直到1859年9月28日他逝世。
他主张在地理学中贯彻因果联系观点，运用经验法（实地观察）和比较法，对区域地理的研究强调各种地理现象（有机的、无机的、人文的、非人文的）的因果关系，从而揭示区域个性；在具体研究工作中，偏重人文现象，把自然作为人文的基本原因，认为自然决定人类历史的发展；声称每一大陆各有其特定的形状与位置，对人类发展各自起着特定作用，用自然解释人文。
雖然他也注意自然現象及它們之間互相存在的關係，但最終他關注的是人與自然界之間的關係。他認為地理學就是研究「空間分布的各種架構原理」的科學。
李特爾著名的學術界名著叫《地學通論》，又名《地球科學與自然和人類歷史》。

## 外部連結
- Carl Ritter and Elisée Reclus（页面存档备份，存于）
- Comparative Geography by Carl Ritter translated by W.L. Gage at google books（页面存档备份，存于）